# Residencial San Nicolás Baños la Cantera
Residencial San Nicolás Baños la Cantera är en ort i Mexiko.   Den ligger i kommunen Aguascalientes och delstaten Aguascalientes, i den centrala delen av landet, 400 km nordväst om huvudstaden Mexico City. Residencial San Nicolás Baños la Cantera ligger 1 864 meter över havet och antalet invånare är 757.
Terrängen runt Residencial San Nicolás Baños la Cantera är platt åt sydost, men åt nordväst är den kuperad. Runt Residencial San Nicolás Baños la Cantera är det tätbefolkat, med 459 invånare per kvadratkilometer. Närmaste större samhälle är Aguascalientes, 8,4 km öster om Residencial San Nicolás Baños la Cantera. Trakten runt Residencial San Nicolás Baños la Cantera består till största delen av jordbruksmark.